# Delicious (canção)
Delicious é uma canção de gênero dance-pop interpretada pelo duo sul-coreano Toheart. Foi lançada como primeiro single de seu primeiro mini-álbum, 1st Mini Album, lançado em 10 de março de 2014, sob o selo das gravadoras SM Entertainment e Woollim Entertainment.

## Desempenho nas paradas
| Gráfico                    | Melhores posições |
| -------------------------- | ----------------- |
| Gaon Weekly Singles Chart  | 9                 |
| Gaon Monthly Singles Chart | 26                |
| K-Pop Billboard            | 27                |

## Créditos
- Toheart - Vocais
  - Woohyun - Vocal
  - Key - Vocal
- Song Su Yoon - Composição
- Drew Ryan Scott- Composição
- Han Jae Ho - Composição, Arranjo
- Kim Seung Su - Composição, Arranjo
- Sean Alexander - Arranjo